# Malagiella valterova
Espèce
Malagiella valterova est une espèce d'araignées aranéomorphes de la famille des Oonopidae.

## Distribution
Cette espèce est endémique de la province de Fianarantsoa à Madagascar,. Elle se rencontre à Andrambovato vers 1 075 m d'altitude.

## Description
Le mâle holotype mesure 1,55 mm et la femelle paratype 1,70 mm.

## Étymologie
Cette espèce est nommée en l'honneur de Valter Ubick, le père de Darrell Ubick.

## Publication originale
- Ubick & Griswold, 2011 : The Malagasy goblin spiders of the new genus Malagiella (Araneae, Oonopidae). Bulletin of the American Museum of Natural History, no 356, p. 1-86 (texte intégral).